# 2999 Dante
2999 Dante là một tiểu hành tinh vành đai chính, được phát hiện bởi Norman G. Thomas ở 1981. Nó được đặt theo tên Dante Alighieri, nhà thơ Firenze Trung Cổ.